# Подсвечник
Подсве́чник — подставка для установки свечи. Декоративные многорожковые подсвечники называются канделябрами.

## История
Подсвечники известны с давних времен, но затем они были заменены масляными или сальными лампами.
В быту подсвечники из бронзы или латуни появляются с XV века. В XVII и XVIII веках в домах буржуазии более распространенными становятся люстры, чем канделябры.
С конца XVIII века подсвечники стали являться украшением на праздничном столе. Изготавливаются из различных материалов, в том числе из стекла, фарфора, дерева, пластика и различных металлов.
Фонари в виде канделябров, появились в XVIII веке, ещё более распространились, с появлением газового освещения в XIX веке. С тех пор они приобрели большое значение для освещения и украшения общественного пространства. Сначала такие фонари выковывались из металла, а позже выплавлялись из чугуна или литой бронзы, особенно если они были сложной конструкции.
Для защиты подсвечника от капель воска или стеарина на нижнюю часть свечи могут надевать стеклянный, хрустальный, фарфоровый или металлический кружок с отверстием — розетку.
Различные подсвечники широко используются в христианском богослужении.